# ماري ليندبرغ
ماري ليندبرغ (بالإنجليزية: Marie Lindberg)‏ من مواليد 3 مايو 1975. هي مغنية وكاتبة أغاني وعازفة غيتار سويدية.